# Burra
Burra is een plaats in de Australische deelstaat Zuid-Australië en telt 978 inwoners (2006).